# Max Güntz
Max Güntz (* 4. März 1861 in Thonberg bei Leipzig; † 20. Mai 1931 in Vippachedelhausen bei Weimar) war ein deutscher Landwirt und Agrarhistoriker.

## Leben und Wirken
Max Güntz, Sohn eines Arztes und Enkel von Eduard Wilhelm Güntz, erwarb das Reifezeugnis in Rudolstadt und studierte seit 1881 Theologie an der Universität Leipzig. 1882 brach er das Studium ab und absolvierte eine zweijährige landwirtschaftliche Lehre auf einem Gutsbetrieb. Ab 1884 studierte er Landwirtschaft an der Universität Leipzig und promovierte dort 1886 mit der Dissertation Untersuchungen über die anatomische Struktur der Gramineenblätter in ihrem Verhältnis zu Standort und Klima mit dem Versuche einer auf dieselbe begründeten Gruppierung der Gramineen. 1888 kaufte er das Rittergut Vippachedelhausen bei Weimar. Durch eine rege Publikations- und Vortragstätigkeit erwarb er sich bei den Landwirten hohes Ansehen. 1899 wurde er zum Sekretär des Landwirtschaftlichen Hauptvereins in Weimar gewählt.
Das Hauptinteresse von Güntz galt frühzeitig der Geschichte der Landwirtschaft. Bei seinen historischen Studien stellte er alsbald fest, dass die ältere landwirtschaftliche Literatur bibliographisch nur unzureichend erschlossen und deshalb schwer zugänglich war. Diesen Mangel versuchte er mit der Herausgabe eines Literaturführers zu beseitigen. Nachdem er die praktische Betriebsführung seines Rittergutes einem Verwalter übertragen hatte, bereiste er viele Jahre deutsche Bibliotheken, arbeitete deren Kataloge durch und erstellte umfangreiche Auszüge aus den wichtigsten landwirtschaftlichen Büchern. Das Ergebnis dieser Bibliotheksstudien war das dreiteilige Handbuch der landwirtschaftlichen Literatur (1897; Ergänzungsheft 1902). In diesem Werk hat Güntz auch die ältesten landwirtschaftlichen Bücher und Zeitschriften bibliographisch erfasst und von den Autoren Kurzbiographien erstellt. Für die Frühgeschichte der Agrarwissenschaften ist das Buch auch heute noch ein unentbehrliches Nachschlagewerk. Ein unveränderter Nachdruck erschien 1977.
Seit 1902 gab Güntz die Landwirtschaftlich-Historischen Blätter heraus, die erste agrarhistorische Zeitschrift in Deutschland. Anfangs war Güntz Herausgeber, Verleger, Redakteur und Autor in einer Person. Von 1913 bis 1942 erschien die Zeitschrift unter dem Titel Jahrbuch der Gesellschaft für Geschichte und Literatur der Landwirtschaft, seit 1953 wird sie als Zeitschrift für Agrargeschichte und Agrarsoziologie weitergeführt. Am 11. April 1904 gründete Güntz in Eisenach die Gesellschaft für Geschichte und Literatur der Landwirtschaft, deren Geschäftsführung er bis zu seinem Tode behielt. Nach einer Unterbrechung durch den Zweiten Weltkrieg wurde die Gesellschaft 1953 als Gesellschaft für Agrargeschichte wiederbegründet.

## Hauptwerk
- Handbuch der landwirtschaftlichen Literatur. Verlag von Hugo Voigt Leipzig 2 Tle. 1897, Ergänzungsheft 1902. – Unveränderter Neudruck aller drei Teile in einem Band bei Topos-Verlag Vaduz/Liechtenstein 1977.